# Gabriel Wallin
Gabriel Wallin (ur. 14 października 1981) – szwedzki lekkoatleta specjalizujący się w rzucie oszczepem.
Na dużej imprezie międzynarodowej zadebiutował w 2003 odpadając w eliminacjach młodzieżowych mistrzostw Europy. Bez sukcesów startował w 2005 i 2007 w światowym czempionacie oraz w 2010 w mistrzostwach Starego Kontynentu. Wielokrotny medalista mistrzostw kraju oraz reprezentant Szwecji w pucharze Europy, drużynowych mistrzostwach Europy, zimowym pucharze w rzutach i meczach międzypaństwowych. Stawał na najwyższym stopniu podium mistrzostw NCAA.
Rekord życiowy: 83,23 (25 czerwca 2013, Hässelby). 

## Osiągnięcia
| Rok  | Impreza                                 | Miejsce     | Lokata            | Wynik |
| ---- | --------------------------------------- | ----------- | ----------------- | ----- |
| 2003 | Zimowy puchar Europy w rzutach          | Gioia Tauro | 15. miejsce       | 70,58 |
| 2003 | Młodzieżowe mistrzostwa Europy          | Bydgoszcz   | el. – 17. miejsce | 68,30 |
| 2004 | Superliga pucharu Europy                | Bydgoszcz   | 7. miejsce        | 73,67 |
| 2005 | I liga pucharu Europy                   | Gävle       | 2. miejsce        | 80,31 |
| 2005 | Mistrzostwa świata                      | Helsinki    | el. – 24. miejsce | 72,04 |
| 2007 | Mistrzostwa świata                      | Osaka       | el. – 33. miejsce | 70,61 |
| 2010 | Mistrzostwa Europy                      | Barcelona   | el. – 15. miejsce | 76,12 |
| 2011 | Superliga drużynowych mistrzostw Europy | Sztokholm   | 2. miejsce        | 80,88 |
| 2011 | Mistrzostwa świata                      | Daegu       | el. – 26. miejsce | 74,44 |
| 2012 | Mistrzostwa Europy                      | Helsinki    | 8. miejsce        | 77,18 |
| 2013 | Mistrzostwa świata                      | Moskwa      | el. – 28. miejsce | 74,66 |
| 2014 | Mistrzostwa Europy                      | Zurych      | el. – 26. miejsce | 73,16 |
| 2015 | Superliga drużynowych mistrzostw Europy | Czeboksary  | 7. miejsce        | 75,99 |
| 2016 | Mistrzostwa Europy                      | Amsterdam   | el. – 23. miejsce | 76,00 |